# Miroslava Jaškovská
Miroslava Jaškovská (* 5. März 1955 in Čeladná) ist eine ehemalige tschechoslowakische Skilangläuferin.
Jaškovská gewann bei den Nordischen Skiweltmeisterschaften 1974 in Falun die Bronzemedaille mit der Staffel. Bei ihrer einzigen Olympiateilnahme im Februar 1976 in Innsbruck errang sie den 23. Platz über 5 km.